# Герб комуни Никварн
Герб комуни Никварн (швед. Nykvarns kommunvapen) — символ шведської адміністративно-територіальної одиниці місцевого самоврядування комуни Никварн. 

## Історія
Герб комуни офіційно зареєстровано 1998 року.

## Опис (блазон)
У синьому полі золоте млинське колесо, над ним летить така ж жовта одноденка.

## Зміст
Жовта одноденка (Heptagenia sulphurea) уособлює природне багатство. Млинське колесо вказує на млинарські промисли і є називним символом, що вказує на назву міста (швед. Ny kvarn= новий млин).